# Fundus albipunctatus
El  fundus albipunctatus  es un trastorno distrófico de la retina, genético y poco frecuente, que se caracteriza por la presencia de numerosas lesiones retinianas pequeñas, redondeadas y de color blanco-amarillento que se distribuyen por toda la retina a excepción de la fóvea. Es. una enfermedad ocular hereditaria en la que se produce falta de visión en condiciones de poca luminosidad (ceguera nocturna) y un aspecto característico del fondo de ojo, con numerosos puntos de color blanquecino situados en la retina, la porción del ojo en la que se encuentran las células sensibles a la luz, es decir los conos y los bastones. Este trastorno debe diferenciarse de la retinitis punctata albescens, que es otra enfermedad ocular diferente y de mayor gravedad, si bien algunos estudiosos creen que ambos padecimientos están relacionados.
Se hereda según un patrón autosómico recesivo, lo cual significa que los dos padres deben portar el gen anómalo para que su hijo presente la enfermedad. La mutación se localiza en el gen RDH5 que está situado en el brazo largo del cromosoma 12 y codifica la enzima 11-cis-retinol-deshidrogenasa.
Los síntomas están presentes desde la infancia y no cambian en intensidad con el paso del tiempo, la visión nocturna es deficiente y la adaptación a la oscuridad está demorada, sin embargo la agudeza visual en condiciones de buena luminosidad ambiental es casi normal y el campo visual está conservado. El padecimiento no es grave ni progresivo, por lo que no impide el desarrollo de las actividades de la persona afectada que puede desenvolverse en la vida diaria con relativa normalidad. No existe ningún tratamiento establecido para curar la afección.